# Tomasz Giżyński
Tomasz Giżyński (ur. 1884 w okolicach Poniewieża, zm. 1965 w Rudominie koło Wilna) – działacz mniejszości polskiej w Pierwszej Republice Litewskiej, w latach 1926–1927 poseł na Sejm.

## Życiorys
Pochodził z rolniczej rodziny, do 1905 pracował na gospodarstwie u ojca. W latach 1905–1909 odbył służbę w wojsku rosyjskim, gdzie uzyskał zawód felczera.
W niepodległej Republice Litewskiej działał w katolickich związkach zawodowych oraz polskich organizacjach społecznych. W 1926 objął mandat posła na Sejm III kadencji reprezentując polskie środowiska robotnicze.